# Mustafà Çelebi
Mustafa Çelebi (1380 – 1402 o 1422) è stato un principe ottomano, figlio del sultano Bayezid I. Venne ritenuto morto nel 1402 a seguito della battaglia di Ankara, ma intorno al 1415 comparve un uomo che dichiarava di essere lui e che contese il titolo di sultano prima a Mehmed I, suo presunto fratello, e poi a suo figlio Murad II. Le pretese di questo Mustafa non furono considerate attendibili dagli ottomani e nelle loro cronache è indicato come Düzme o Düzmece Mustafa, ovvero "Mustafa il falso".

## Biografia
Mustafa Çelebi nacque intorno al 1380 dall'allora principe Bayezid, figlio del sultano ottomano Murad I e divenuto a sua volta sultano nel 1389, e da una concubina ignota.
Nel 1400, fu sposato con una figlia di Ahmad Jalayr e nominato governatore di Hamidid, le cui truppe guidò durante la battaglia di Ankara del 1402, che vide gli ottomani sconfitti dai timuridi guidati da Tamerlano. La battaglia fu una completa sconfitta e Bayezid fu catturato insieme a suo figlio Musa, mentre altri tre figli, Süleyman, Isa e Mehmed, riuscirono a fuggire. Quel che invece accadde a Mustafa è controverso.
Inizialmente si ritenne fosse stato preso prigioniero anche lui, ma in seguito, quando vennero contati i morti e i prigionieri, Tamerlano comunicò a Bayezid, che aveva chiesto notizie dei suoi figli, che Musa era stato ritrovato, ma non c'era traccia di Mustafa né fra i vivi né fra i morti. Non essendoci neppure notizie di una sua fuga, né che fosse, come i suoi fratelli, coi resti dell'esercito ottomano in fuga, venne dichiarato scomparso e creduto dai più morto. Secondo alcuni tuttavia, Mustafa era effettivamente prigioniero di Tamerlano, che intendeva usarlo come "asso nella manica" nel successivo interregno ottomano, e lo fece trasportare in segreto a Samarcanda. Tuttavia, dopo la morte di Tamerlano nel 1405, sarebbe stato liberato e sarebbe rientrato in Anatolia, nascondendosi fino alla fine delle guerre civili nel 1413, quando divenne sultano suo fratello Mehmed I.

## Il "falso" Mustafa
Nel 1415, un uomo che dichiarava di essere Mustafa sopravvissuto comparve in Anatolia, contestando l'ascesa al trono di Mehmed I, ritenuto l'unico figlio di Bayezid I sopravvissuto.
Fra i contemporanei, le dichiarazioni di Mustafa furono accolte dai bizantini, ad eccezione dello storico Sfranze, e dagli europei, che s'impegnarono a fornire supporto, mentre furono rigettate dagli ottomani, che gli attribuirono il soprannome di Düzme/Düzmece (il falso, l'impostore).
Gli storici moderni non sono concordi nel credere o meno nell'identità proclamata dal pretendente.

### Prima ribellione
Esistono molti resoconti, diversi e in parte contrastanti, sui primissimi movimenti di "Mustafa" nel 1415.
Sembra che comparve a inizio anno in Rumelia, dove dichiarò di essere stato prigioniero a Samarcanda e che in seguito era fuggito, in Asia o in uno dei beylik anatolici, come Karaman o Candar, dove si era nascosto fino a quel momento. A metà giugno fu individuato a Trebisonda, da dove alcuni mesi prima era partita una galea con un suo agente, inviato a trattare con l'imperatore bizantino Manuele II Paleologo. In agosto pare fosse in Valacchia, a trattare con Mircea I. Entrambi i sovrani, che auspicavano una nuova guerra civile nell'Impero ottomano, dichiararono di credergli e gli fornirono supporto.
In Valacchia, fu raggiunto da Cuneyd Izmiroglu, governatore di Nicopoli, che era riuscito a sfuggire per soli due giorni ai sicari di Mehmed I. Divenne il più fidato sostenitore di Mustafa, nonché suo gran visir. Con l'appoggio di Mircea, Mustafa invase la Tracia, ma non riuscì a ottenere appoggio dalla popolazione locale e dovette ritirarsi a Costantinopoli. Nella primavera del 1416, cercò appoggio dagli Uch Bey macedoni di Salonicco e Serres, ma subì una pesante sconfitta da parte dell'esercito di Mehmed inviato ad affrontarlo. Persa Serres, si rifugiò a Salonicco, sotto la protezione di Demetrio Laskaris Leontares. Mehmed assediò la città fino a ottenere che Manuele II, in cambio del pagamento di 3.000 aspri l'anno, tenesse Mustafa e Cunayd come ostaggi fino alla sua morte. I due furono quindi esiliati rispettivamente a Lemno e nel monastero di Pammakaristos a Costantinopoli.

### Seconda ribellione
Mehmed I morì nel 1421 e gli successe sul trono il figlio diciassettenne Murad II. Uno dei suoi primi atti come sultano, appoggiato dal visir Amasyali Bayezid Pasha, fu rifiutarsi di pagare per il mantenimento di Mustafa e al contempo rifiutarsi di consegnare a Manuele II, come ostaggi, i suoi due fratelli minori, Mahmud e Yusuf, come era invece previsto nel testamento di Mehmed.
Da parte sua, Manuele sfruttò questo rifiuto come un casus belli, nel tentativo di riguadagnare terreno in Grecia e sulle coste del Mar Nero fino a Gallipoli. Il 15 agosto 1421 liberò Mustafa e Cunayd, fece loro giurare fedeltà e li imbarcò per Gallipoli insieme a una flotta guidata da Demetrio Leontares. Colta di sorpresa, la guarnigione di Gallipoli non riuscì a resistere all'attacco e la maggioranza si arrese, ad eccezione di un contingente che si rifugiò nella cittadella sotto il comando di Shah Melik Bey. Mentre Leontares continuò il suo assediò, Mustafa marciò su Edirne, raccogliendo lungo il percorso il sostegno di numerosi Uch Bey ottomani, fra cui Turakhan Bey, i figli di Evrenos Bey e la famiglia Gümlüoğlu. Mustafa riuscì quindi a occupare la Macedonia, comprese le città di Giannitsa, Serres e Vardar, e iniziò a coniare monete a suo nome. Murad inviò quindi un esercito guidato da Bayezid Pasha, che affrontò Mustafa a Sazlıder, ma le truppe di Murad disertarono in massa dopo che Mustafa gli convinse della sua identità. Bayezid fu costretto ad arrendersi e venne giustiziato da Cunayd, mentre suo fratello Hamza fu risparmiato in virtù della giovane età. Quando la notizia della presa di Edirne raggiunse Gallipoli, i suoi ultimi difensori si arresero, ma a Leontares fu impedito di occupare la città perché non era considerato accettabile che una città islamica si arrendesse a un cristiano. Fu perciò Mustafa a entrare a Gallipoli, mentre Leontares tornò a Costantinopoli.
A quel punto, Manuele II cambiò schieramento e offrì aiuto a Murad II, in cambio di Gallipoli e del rispetto della consegna in ostaggio di alcuni parenti di Murad, ma questi rifiutò e si rivolse invece a Giovanni Adorno, potestà di Focea, che accettò di mettere a disposizione la sua flotta e un contingente di 2.000 uomini in cambio della cancellazione del suo debito per l'affitto di miniere di allume. A quel punto, Cunayd cercò di convincere Mustafa ad anticipare Murad per sconfiggerlo definitivamente, ma, ormai sicuro di sé, Mustafa non accettò il consiglio: a quel punto, Cunayd, preoccupato per la sua posizione presso i bizantini, cercò di rientrare nel suo principato. Alla fine, Mustafa radunò un esercito di circa 12.000 uomini e 5.000 fanti, ma la sua avanzata fu ostacolata dalle truppe di Murad che, risalendo da Bursa, distrussero i ponti sul fiume Nilüfer. Alla fine, gli eserciti si scontrarono a Lopadion, non prima che Murad contattasse gli alleati di Mustafa per convincerli a tradire. Cunayd fu convinto dal fratello Hamza in cambio della promessa di mantenere il suo principato, Aydin, indipendente, mentre i bey akinci furono convinti da Mehmed Mihaloglu, che era stato imprigionato ai tempi di Mehmed I per i suoi legami con Musa Çelebi. Restaurata la sua posizione, su istruzione dei visir Ibrahim Pasha, Hacı Ivaz Pasha, Timurtaşoğlu Umur, Oruj e Ali Bey scrisse ai suoi vecchi contatti invitandoli a riconoscere Murad come unico sultano. Dopo le diserzioni, Mustafa fu costretto a rientrare in Rumelia.

### Morte
Soccorso da Adorno, il 15 gennaio 1422 Mustafa e i resti del suo esercito attraversarono i Dardanelli a bordo di sette galee, con l'obiettivo di fuggire in Valacchia. Tuttavia, durante il viaggio, a Çamurlu, Mustafa venne riconosciuto, catturato e consegnato a Mehmed Mihaloglu.
Condotto a Edirne, fu impiccato e appeso alle mura della città per ordine di Murad, che lasciò il cadavere appeso fino a quando la decomposizione non lo fece crollare a terra, una morte infamante scelta appositamente per sottolineare come il sultano non credesse nell'identità di principe del giustiziato. Secondo le fonti, prima dell'esecuzione Mustafa chiese un colloquio privato con Murad, che tuttavia non si degnò neppure di negarglielo.

### Conseguenze
L'impiccagione del pretendente non fermò la saga di Mustafa.
Ben presto, si diffusero voci secondo cui il vero principe era riuscito a fuggire e a rifugiarsi a Caffa, dove si trovava ancora nel 1430, quando Murad prese la città.
Nel 1425, un secondo pretendente Mustafa iniziò una guerriglia contro le truppe ottomane stanziate nei pressi di Caffa, contro il quale il 3 settembre il Gran Consiglio della città emise un ordine di morte, mentre l'11 maggio risulta invece che lo stesso Consiglio corrispose al pretendente una somma di 150 ducati per i servizi resi alla città contro l'occupante ottomano.